# Benzidina
Benzidina (nome trivial), também chamado 4,4'-diaminobifenilo (nome sistemático), é o composto orgânico com a fórmula (C6H4NH2)2. É uma amina aromática. 